# Joselillo de Colombia
José Edgar Zúñiga Villaquirán plus connu sous le nom de « Joselillo de Colombia » est un matador Colombien, né à Cali, département de Valle del Cauca le 9 août 1930.

## Présentation et carrière
Sa présentation à Madrid au lieu dans les arènes de Vistalegre aujourd'hui remplacées par le Palacio Vistalegre où se pratiquent toujours des spectacles tauromachiques. « Joselillo de Colombia » réalise une novillada piquée le 1er juin 1952 devant des novillos de l'élevage Quintana.
Il prend son alternative le 20 septembre 1953 à Lorca (province de Murcie), avec pour parrain Antonio Bienvenida et pour témoin Jaime Malaver devant des taureaux de la ganadería du comte de Ruiseñada. Il confirme  le 12 octobre 1956 à Las Ventas] avec pour parrain José María Martorell. Il confirme de nouveau au Mexique le 8 mai 1960 à Mexico avec pour parrain Juan Silveti devant un taureau de l'élevage La Punta
L'essentiel de sa carrière s'est déroulé en Amérique latine où il a alterné le métier de torero avec celui d'empresa (organisateur de spectacles tauromachiques). Les arènes de Cañaveralejo lui ont rendu hommage après sa mort en transférant son corps dans la chapelle où une messe a été donnée en son honneur.